# Glugur Kota
Glugur Kota is een bestuurslaag in het regentschap Medan van de provincie Noord-Sumatra, Indonesië. Glugur Kota telt 7898 inwoners (volkstelling 2010).